# Roy Phillipps
Roy Cecil Phillipps, MC & Bar, DFC (1 de março de 1892 – 21 de maio de 1941) foi um aviador australiano que se destacou na Primeira Guerra Mundial. Tornou-se um ás da aviação ao obter quinze vitórias em combates aéreos, quatro delas em missão única, em 12 de junho de 1918. Um pastor durante o período entreguerras, juntou-se à Real Força Aérea Australiana (RAAF) em 1940, contudo, faleceu no ano seguinte devido a um acidente de aviação.
Nascido em Nova Gales do Sul mas criado na Austrália Ocidental, Phillipps juntou-se à Infantaria da Força Imperial Australiana em abril de 1915, tendo combatido em Gallipoli e na Frente Ocidental. Ferido duas vezes em 1916, foi transferido para o Australian Flying Corps (AFC) e foi nomeado para receber treino de pilotagem em Maio de 1917. Como membro do Esquadrão N.º 2 em França, Phillipps voou principalmente em caças S.E.5, e foi condecorado por duas vezes com a Cruz Militar e uma com a Cruz de Voo Distinto pelas suas acções. Terminou a guerra com o posto de major, comandando o Esquadrão N.º 6 em Inglaterra. Depois de regressar à Austrália em 1919, deixou o AFC e passou a gerir uma propriedade rural, actividade que desempenhou até ao início da Segunda Guerra Mundial quando se juntou à RAAF. Na altura da sua morte era líder de esquadrão e comandante da Escola de Treino de Voo Elementar N.º 2, em Archerfield, Queensland.

## Juventude
Phillipps nasceu no dia 1 de Março de 1892 em Nova Gales do Sul; as fontes não são unânimes quanto à localização exacta, podendo ser uma zona rural em Moree ou a zona metropolitana de North Sydney. Era filho de William Hargreaves Phillipps, de Northumberland, Inglaterra, e de sua esposa Cecil. Depois da morte do seu pai a sua mãe levou-o para Perth, na Austrália Ocidental. Na escola de Hale, estudou para se tornar num contabilista e praticava actividades de pastoreio em Kimberley quando a Primeira Guerra Mundial começou em 1914.

## Primeira Guerra Mundial

### 28.º Batalhão

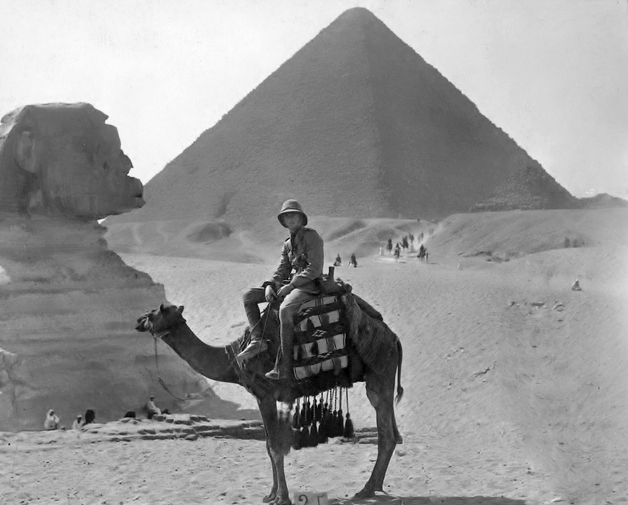
Segundo-tenente Phillipps em Gizé, 1915

Phillipps alistou-se na Força Imperial Australiana em Abril de 1915 e foi colocado no 28.º Batalhão, uma unidade de infantaria criada neste mesmo mês em Blackboy Camp, na Austrália Ocidental. Ele concorreu com sucesso para uma comissão, e no dia 9 de junho foi enviado para o Egipto como segundo-tenente. Depois de receber formação no Egipto, foi enviado juntamente com a sua unidade para Gallipoli em 4 de setembro.  Em 25 de outubro, foi promovido a tenente. O 28.º Batalhão, que havia sido enviado para Gallipoli na fase final da campanha como reforços, não participou activamente no conflito da península, e sofreu poucas baixas antes de ser retirada da área em Dezembro de 1915.
Em março de 1916, Phillipps foi enviado para a França, juntamente com o 28.º Batalhão, para prestar serviço na Frente Ocidental. Participou num ataque contra os fortes de Armentières na noite de 6/7 de junho e combateu durante a Batalha de Pozières em julho.  Em 5 de agosto foi alvejado na coxa, ferimento que o forçou a ser evacuado para a Inglaterra para receber tratamento hospitalar. No dia 12 de agosto foi promovido a capitão. Phillipps voltou a juntar-se à sua unidade em Outubro, contudo voltou a ser alvejado novamente numa coxa, perto de Gueudecourt; assim, voltou uma vez mais à Inglaterra para recuperar do ferimento, e permaneceu no hospital até 2 de março de 1917.

### Australian Flying Corps
Incapacitado de continuar a combater na infantaria, Phillipps normalmente seria enviado de volta para a Austrália, contudo conseguiu uma transferência para o Australian Flying Corps (AFC), no Esquadrão N.º 2. Depois de voar como passageiro, o militar de 25 anos concorreu a um curso de pilotagem, mudando a sua data de nascimento de 1892 para 1896. A idade limite oficial para os pilotos do AFC era de trinta anos, contudo a idade ideal era abaixo de vinte e três. A candidatura de Phillipps foi aceita em Maio de 1917 e, depois de se qualificar e receber o seu brevet, a sua mestria foi considerada tal que em Agosto já estava destacado no Esquadrão N.º 32 do Royal Flying Corps para ganhar experiência operacional na França. Em apenas três dias depois de chegar ao esquadrão, conseguiu realizar uma aterragem forçada com o seu Airco DH.5 depois de ter sido atingido por fogo de artilharia antiaérea perto de Ypres, contudo conseguiu escapar ileso; quando o seu destacamento encerrou suas atividades, em Setembro, ele já liderava patrulhas de combate.
No dia 8 de Setembro de 1917 Phillipps casou-se com Ellen Robinson, filha de um procurador-geral da Austrália Ocidental, na abadia de Santa Maria em Kensington, Londres. Um mês depois voltou para o Esquadrão N.º 2, e inicialmente dedicou-se à realização de missões de voo de baixa altitude contra alvos terrestres e em missões de bombardeamento com o seu DH.5, enquanto a sua unidade (destacada ao Terceiro Exército Britânico) participava na Batalha de Passchendaele. Durante a Batalha de Cambrai, no dia 22 de Novembro, ele obteve a sua primeira vitória aérea quando conseguiu levar a melhor num combate aéreo contra um caça alemão que o havia atacado, forçando-o a aterrar. Phillipps foi recomendado para ser condecorado com a Cruz Militar no dia 3 de Dezembro, sendo a condecoração promulgada no The London Gazette no dia 4 de Fevereiro de 1918, e a citação no dia 5 de Julho era:
Capt. Roy Cecil Phillipps, F.C.

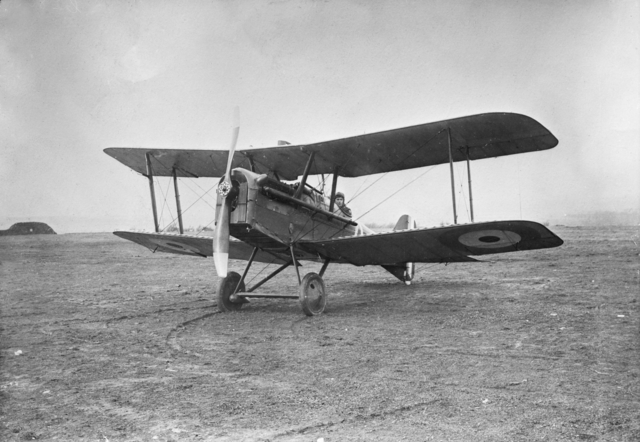
O capitão Phillipps no seu caça S.E.5, Janeiro de 1918

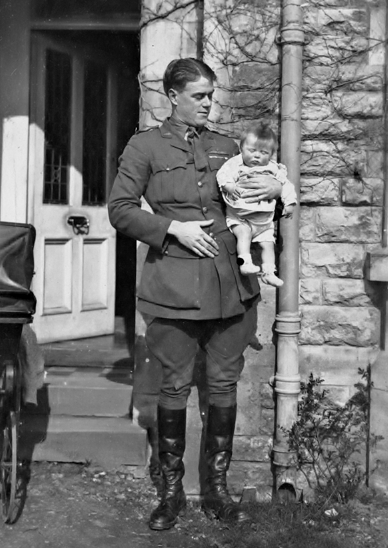
Major Phillipps com a sua filha Helen em Inglaterra, por volta de 1918

Por galanteria conspícua e devoção ao dever. Ele executou um trabalho galante contínuo em altitudes muito baixas e em condições meteorológicas quase impossíveis. Enquanto voava sozinho numa névoa, forçou um avião inimigo a aterrar. Em duas ocasiões, voando a uma altitude de 200 pés, ele fez reconhecimentos muito valiosos, e os seus relatórios sobre situações em geral foram da maior valia. A sua liderança é excelente e ele deu um grande exemplo para a sua unidade.
Em Janeiro de 1918 o Esquadrão N.º 2 passou a operar aviões Royal Aircraft Factory S.E.5. A unidade geralmente realizava voos de patrulhamento com grupos de seis aviões, contudo encontrava dificuldades em atrair aviões inimigos para combate, o que fez com que o esquadrão em Fevereiro mudasse a sua táctica e começasse a realizar operações com apenas dois aviões juntos. No mês seguinte, à medida que a Ofensiva da Primavera era levada a cabo, Phillipps abateu três caças alemães: um Fokker Triplano no dia 22 de Março, um Albatros na manhã seguinte, e um bilugar no dia 24 de Março; a história oficial da Austrália durante a guerra recorda que este último inimigo perdeu as asas devido ao fogo da metralhadora de Phillipps, tendo "caído do céu que nem uma pedra". Com os aliados a deter uma clara superioridade aérea contra os caças alemães, o principal pedido para os australianos consistia na artilharia antiaérea, sendo que a maior parte dos combates ocorria a baixa altitude, e "os seus aviões voltavam cheios de buracos de munições". No dia 27 de Março, Phillipps obteve mais duas vitórias, um Triplano que acabou por cair em chamas, perto de Albert, e um caça alemão nos céus de Méaulte. Ele foi proposto para receber uma barra na sua Cruz Militar no dia 31 de Março, e a condecoração foi publicada a 22 de Junho:
Capt. Roy Cecil Phillipps, M.C., Aust. F.C. attd. R.F.C.

Por galanteria conspícua e devoção ao dever. Quando em combate contra aeronaves do inimigo em operações recentes, ele destruiu três máquinas inimigas, ao que se adiciona duas aeronaves hostis que foram abatidas. Conseguiu também trazer informações precisas e valiosas sobre os movimentos das tropas inimigas sob as condições mais adversas, voando atrás das linhas do inimigo enquanto era alvo de artilharia antiaérea. Ele demonstrou habilidade e determinação conspícuas quando escoltava patrulhas de bombardeiros em baixa altitude.
Durante Abril de 1918 o Esquadrão N.º 2 começou a participar em ofensivas de longo alcance compostas por grandes formações de caças, muitas vezes de vários esquadrões. Phillipps destruiu um Pfalz perto de Bapaume no dia 16 de Maio, antes de alcançar o seu maior sucesso no dia 12 de Junho, quando abateu quatro caças alemães numa única missão nos céus de Ribécourt. As suas vítimas foram dois aviões Fokker Triplano, um dos quais atacou num duelo frente a frente, um LVG, e um Fokker D.VII pilotado por Fritz Loerzer, comandante da Jasta 26 e ás da aviação com 11 vitórias, que apesar de ter sobrevivido acabou por ser capturado. Esta façanha fez com que Phillipps ficasse com um total de 11 vitórias, fazendo dele um dos maiores ases do Esquadrão N.º 2, juntamente com o capitão Henry Forrest que também tinha 11 vitórias. Phillipps foi proposto para ser condecorado com a Cruz de Voo Distinto no dia 16 de Junho, e a condecoração foi promulgada no dia 3 de Agosto:
Capt. Roy Cecil Phillipps, M.C. (Australian Flying Corps).

Enquanto participava numa patrulha ofensiva este oficial destruiu quatro aeronaves inimigas; ele também demonstrou grande galanteria durante as recentes operações no ataque a tropas e transportes inimigos, lançando também bombas a baixa altitude.
No dia 25 de Julho Phillipps estava a liderar uma escolta para um ataque nos fortes de Lille, a leste de Armentières, quando detectou um grupo de sete aviões Fokker. Phillipps largou as suas bombas para tornar o seu avião mais leve e atacou um dos caças alemães, danificando uma das asas; os outros caças alemães retiraram-se depois disso. Durante a Ofensiva dos Cem Dias, no dia 12 de Agosto, juntou-se ao camarada australiano do Esquadrão N.º 2, o também ás da aviação Adrian Cole, e aos ases australianos Harry Cobby e Roy King do Esquadrão N.º 4, numa missão de forças combinadas em apoio ao 4º Exército Britânico; nesta missão, Phillipps obteve uma vitória, um Fokker que se partiu em pleno voo. Phillipps foi creditado com mais duas vitórias em Agosto, o que elevou o seu total de vitórias para 15, fazendo dele o segundo ás mais bem sucedido do Esquadrão N.º 2, apenas atrás do capitão Francis Smith, que terminaria a guerra com 16 vitórias. Mais tarde nesse mês, Phillipps voltou para a Inglaterra devido à politica de rotatividade, que forçava os pilotos a descansarem e a servir como instrutores de pilotagem depois de nove ou doze meses em combate. Em outubro, foi promovido a major e colocado no comando do Esquadrão N.º 6, em Minchinhampton; esta unidade tinha como principal missão o treino de novos pilotos para prestarem serviço no Esquadrão N.º 2.

## Período entreguerras e Segunda Guerra Mundial

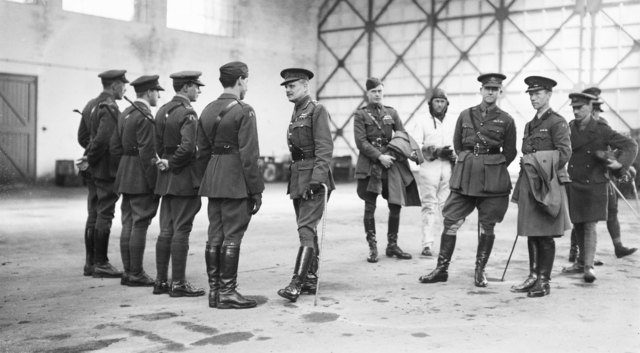
General Sir William Birdwood (quinto a contar da esquerda) com (da esquerda para a direita atrás de Birdwood) o major Phillipps, o captain Les Holden (com fato de voo), e o tenente-coronel Oswald Watt, Minchinhampton, em Março de 1919

Phillipps deixou o comando do Esquadrão N.º 6 depois de este ser dissolvido em Março de 1919. Regressou à Austrália em 16 de junho e foi dispensado de serviço no Australian Flying Corps em 15 de agosto. Neste mês, foi um de vários pilotos veteranos, incluindo o tenente-coronel Oswald Watt e o major Bill Anderson, que foram nomeados para fazerem parte de um comité que examinaria a possibilidade de um ramo aéreo australiano que substituísse o AFC. O Australian Air Corps, imediato percursor da Real Força Aérea Australiana (RAAF), foi formado em 1 de janeiro de 1920 sob o comando de Anderson.
Depois de deixar as forças armadas, Phillipps tornou-se um pastor em Nova Gales do Sul, actividade que desempenhou até ao início da Segunda Guerra Mundial, em setembro de 1939. Em fevereiro de 1940, alistou-se na RAAF. Promovido a tenente de voo, foi colocado como assistente-chefe de instrução em terra na Escola de Treino de Voo Elementar N.º 2 em Archerfield, Queensland, no dia 27 de março. A escola era uma de doze escolas de treino de voo elementar estabelecidas pela RAAF como parte da contribuição australiana para o Esquema de Treino Aéreo do Império.  Em 17 de junho, Phillipps foi nomeado chefe de instrução em terra. Depois de ser promovido a líder de esquadrão, assumiu o comando da escola em 20 de outubro de 1940.
Em 21 de maio de 1941 Phillipps faleceu num acidente aéreo a bordo de um avião privado. A aeronave, pilotada por seu proprietário, o tenente de voo J. W. F. Collins, foi reportada como tendo descolado de Archerfield à noite sem autorização quer da RAAF quer do Departamento de Aviação Civil, tendo colidido contra árvores. Phillipps foi cremado no Crematório de Monte Thompson, em Brisbane. Ele é recordado no Memorial do Crematório de Queensland, em Brisbane, e no painel 116 do Memorial de Guerra Australiano, em Camberra.